# Ernesto Mascheroni
Ernesto Mascheroni (Montevideo, 21 november 1907 – aldaar, 3 juli 1984) was een Uruguayaanse voetballer. Hij won in 1930 de allereerste editie van het WK voetbal.

## Carrière
Mascheroni speelde twaalf interlands voor Uruguay, waarmee hij in 1930 deelnam aan het WK. In de eerste groepswedstrijd tegen Peru (1-0) speelde hij niet mee, maar tegen Roemenië (4-0) kreeg hij een basisplaats van bondscoach Alberto Suppici. Ook in de halve finale tegen Joegoslavië en in de finale tegen Argentinië mocht hij meespelen. Met zijn 22,5 jaar was Mascheroni een van de jongste spelers van de allereerste wereldkampioen – enkel Pablo Dorado was jonger.
De wereldtitel leverde Mascheroni een transfer op naar CA Peñarol. In 1934 vertrok Mascheroni naar het buitenland: eerst naar het Argentijnse CA Independiente, dan naar het Italiaanse Ambrosiana-Inter. Met Inter werd hij in 1935 vice-kampioen in de Serie A en haalde hij in 1936 de halve finale van de Mitropacup. Tijdens zijn Italiaanse periode speelde hij ook twee interlands voor Italië.
Mascheroni sloot zijn spelerscarrière af bij CA Peñarol, waar hij na zijn terugkeer nog twee keer landskampioen werd. Eerder had hij in 1932 al eens de landstitel gewonnen met de club.

## Overlijden
Mascheroni overleed op 3 juli 1984 op 76-jarige leeftijd. Bij zijn overlijden was hij de laatst nog levende speler van het Uruguayaanse team dat in 1930 wereldkampioen werd – niet te verwarren met de Argentijn Francisco Varallo, die bij zijn dood in 2010 de laatst nog levende finalist was.

## Erelijst
| Competitie                  |            |                           |            |            |
| Competitie                  | Aantal     | Jaren                     |            |            |
| CA Peñarol                  | CA Peñarol | CA Peñarol                | CA Peñarol | CA Peñarol |
| --------------------------- | ---------- | ------------------------- | ---------- | ---------- |
| Kampioen Primera División   | 3x         | 1931/32, 1936/37, 1937/38 |            |            |
| Uruguay                     |            |                           |            |            |
| Wereldkampioenschap voetbal | 1x         | 1930                      |            |            |

Andrade ·
Anselmo ·
Ballestrero ·
Calvo ·
Capuccini ·
Castro ·
Cea ·
Dorado ·
Fernández ·
Gestido ·
Iriarte ·
Mascheroni ·
Melogno ·
Nasazzi  ·
Petrone ·
Píriz ·
Recoba ·
Riolfo ·
Saldombide ·
Scarone ·
Tejera ·
Urdinarán ·
Coach: Suppici